# Eleutherodactylus nitidus
Eleutherodactylus nitidus är en groddjursart som först beskrevs av Peters 1870.  Eleutherodactylus nitidus ingår i släktet Eleutherodactylus och familjen Eleutherodactylidae. IUCN kategoriserar arten globalt som livskraftig. Inga underarter finns listade i Catalogue of Life.